# Jim Broadbent
James "Jim" Broadbent (født 24. maj 1949) er en engelsk teater-, film- og tv-skuespiller. Han er bedst kendt for sine roller i Iris, Moulin Rouge!, Topsy-Turvy, og Bridget Jones' dagbog. Han har også medvirket i Harry Potter og Halvblodsprinsen, Harry Potter og Dødsregalierne Del 1 og Harry Potter og Dødsregalierne Del 2.

## Unge år
Broadbent blev født i Lincoln, som søn af Doreen "Dee" (født Findlay), en billedhugger, og Roy Laverick Broadbent, en kunstner, billedhugger, indretningsarkitekt, og møbelsnedker, der omdannede en tidligere kirke til et teater opkaldt efter sig. Broadbents forældre var begge amatørskuespillere og var med til at grundlægge Holton Players acting troupe i Holton cum Beckering. De blev begge af BBC betegnet som militærnægtere der "worked the land" i stedet for at deltage i 2. verdenskrig. Han havde en tvillingesøster, der døde ved fødslen. Broadbent fik sin uddannelse på Leighton Park School, en kvækerskole i Reading, og gik kortvarigt på art college før han kom på London Academy of Music and Dramatic Art, hvorfra han tog eksamen i 1972.

## Karriere
Broadbents første teaterarbejde tæller en række productioner for The National Theatre of Brent som den forkuede assistent Wallace, til Patrick Barlows rolle som den selvhøjtidlige skuespiller/manager, Desmond Olivier Dingle.
Broadbent fik sin filmdebut i 1978 med en lille rolle i Jerzy Skolimowskis The Shout, og fik sin tv-debut året efter.
Broadbent spillede titelrollen i Channel 4 dramaet Longford i oktober 2006, hvilket indbragte ham en BAFTA TV Award, en Golden Globe og en Emmy nomination i 2007 for hans optræden. Broadbent spillede Inspector Frank Butterman i Hot Fuzz i 2007.
Han optrådte i den originale radioproduktion af Hitchhiker's Guide to the Galaxy, i rollen som Vroomfondel. Han var ligeledes en hyppig gæst i Stephen Frys radio comedy show Saturday Night Fry, der havde premiere på BBC Radio 4 i 1988.
Broadbent spillede Dean Charles Stanforth i den fjerde Indiana Jones film, Indiana Jones og Krystalkraniets Kongerige, og Horatio Schnobbevom i den sjette Harry Potter film, Harry Potter og Halvblodsprinsen.

## Filmografi
| År   | Film                                               | Rolle                     | Noter |
| ---- | -------------------------------------------------- | ------------------------- | --- |
| 1980 | Breaking Glass                                     | Station Porter            | |
| 1981 | The Dogs of War                                    | Filmhold                  | |
| 1981 | Time Bandits                                       | Compere                   | |
| 1982 | Birth of a Nation                                  | Geoff Fig                 | |
| 1983 | Blackadder                                         | Don Speekingleesh         | "The Queen of Spain's Beard" |
| 1985 | Brazil                                             | Dr. Jaffe                 | |
| 1985 | The Good Father                                    | Roger Miles               | |
| 1985 | Happy Families                                     | Dalcroix                  | Tv-rolle |
| 1987 | Superman IV - kampen for fred                      | Jean Pierre Dubois        | |
| 1988 | Blackadder's Christmas Carol                       | Prince Albert             | Tv-rolle |
| 1989 | Erik the Viking                                    | Ernest the Viking         | |
| 1990 | Life Is Sweet                                      | Andy                      | |
| 1992 | Enchanted April                                    | Frederick Arbuthnot       | |
| 1992 | The crying game                                    | Col                       | |
| 1993 | Prince Cinders                                     | Ugly Brother              | |
| 1994 | Bullets Over Broadway                              | Warner Purcell            | |
| 1994 | Princess Caraboo                                   | Mr. Worrall               | |
| 1994 | Widow's Peak                                       | Con Clancy                | |
| 1995 | Richard III                                        | Duke of Buckingham        | |
| 1995 | The Last Englishman                                | Col. Alfred D. Wintle     | |
| 1997 | The Borrowers                                      | Pod Clock                 | |
| 1998 | The Avengers                                       | "Mor"                     | |
| 1998 | Little Voice                                       | Mr. Boo                   | Nomineret — Screen Actors Guild Award for Outstanding Performance by a Cast in a Motion Picture |
| 1999 | Topsy-Turvy                                        | W.S. Gilbert              | Evening Standard British Film Award for Best Actor London Film Critics Circle Award for Best Actor Volpi Cup Nomineret — BAFTA Award for Best Actor in a Leading Role Nomineret — British Independent Film Award for Best Actor Nomineret — Chicago Film Critics Association Award for Best Actor |
| 1999 | Doctor Who: Curse of Fatal Death                   | Uofficiel Eleventh Doctor | |
| 2001 | Bridget Jones' dagbog                              | Bridget's far             | |
| 2001 | Moulin Rouge!                                      | Harold Zidler             | BAFTA Award for Best Actor in a Supporting Role Chlotrudis Award for Best Supporting Actor Los Angeles Film Critics Association Award for Best Supporting Actor også for Iris National Board of Review Award for Best Supporting Actor også for Iris Satellite Award for Best Supporting Actor - Motion Picture Nomineret — Screen Actors Guild Award for Outstanding Performance by a Cast in a Motion Picture |
| 2001 | Iris                                               | John Bayley               | Academy Award for Best Supporting Actor Golden Globe Award for Best Supporting Actor – Motion Picture Los Angeles Film Critics Association Award for Best Supporting Actor also for Moulin Rouge! National Board of Review Award for Best Supporting Actor also for Moulin Rouge! Nomineret — BAFTA Award for Best Actor in a Leading Role Nominated — Broadcast Film Critics Association Award for Best Supporting Actor Nominated — European Film Award for Best Actor Nomineret — Phoenix Film Critics Society Award for Best Supporting Actor Nominated — Satellite Award for Best Supporting Actor - Motion Picture Nomineret — Screen Actors Guild Award for Outstanding Performance by a Male Actor in a Supporting Role |
| 2002 | The Gathering Storm                                | Desmond Morton            | Nominated — Emmy Award for Outstanding Supporting Actor – Miniseries or a Movie Nominated — Golden Globe Award for Best Supporting Actor – Series, Miniseries or Television Film Nominated — Satellite Award for Best Supporting Actor – Series, Miniseries or Television Film |
| 2002 | Gangs of New York                                  | Boss Tweed                | |
| 2002 | Nicholas Nickleby                                  | Mr. Wackford Sqeers       | National Board of Review Award for Best Cast |
| 2003 | Bright Young Things                                | Drunk Major               | |
| 2004 | Jorden rundt i 80 dage                             | Lord Kelvin               | |
| 2004 | Pride                                              | Eddie (stemme)            | Tv-rolle |
| 2004 | Vanity Fair                                        | Mr. Osborne               | |
| 2004 | Vera Drake                                         | Judge                     | |
| 2004 | Bridget Jones: The Edge of Reason                  | Bridgets far              | |
| 2005 | Robots                                             | Madame Gasket (stemme)    | |
| 2005 | Valiant                                            | Sergeant (stemme)         | |
| 2005 | Narnia: Løven, heksen og garderobeskabet           | Professor Kirke           | |
| 2006 | Free Jimmy                                         | Igor Stromowskij          | Voice actor in 2008 English version |
| 2006 | Longford                                           | Lord Longford             | British Academy Television Award for Best Actor Broadcasting Press Guild Award for Best Actor Golden Globe Award for Best Actor – Miniseries or Television Film Nominated — Emmy Award for Outstanding Lead Actor – Miniseries or a Movie Nominated — Satellite Award for Best Actor – Miniseries or Television Film |
| 2006 | Art School Confidential                            | Jimmy                     | |
| 2007 | Hot Fuzz                                           | Inspector Frank Butterman | |
| 2007 | And When Did You Last See Your Father?             | Arthur Morrison           | Nominated — British Independent Film Award for Best Actor Nominated — London Film Critics Circle Award for Best Actor |
| 2008 | Indiana Jones and the Kingdom of the Crystal Skull | Dean Charles Stanforth    | |
| 2008 | Einstein and Eddington                             | Sir Oliver Lodge          | Tv-rolle |
| 2008 | Inkheart                                           | Fenoglio                  | |
| 2009 | The Young Victoria                                 | King William IV           | |
| 2009 | The Damned United                                  | Sam Longson               | |
| 2009 | Harry Potter og Halvblodsprinsen                   | Horace Slughorn           | |
| 2009 | Perrier's Bounty                                   | Jim McCrea                | |
| 2011 | Harry Potter og Dødsregalierne - del 2             | Horace Slughorn           | |
| 2016 | Bridget Jones' Baby                                | Bridgets far              | |